# Jüdischer Friedhof (Dlouhá Ves u Sušice)

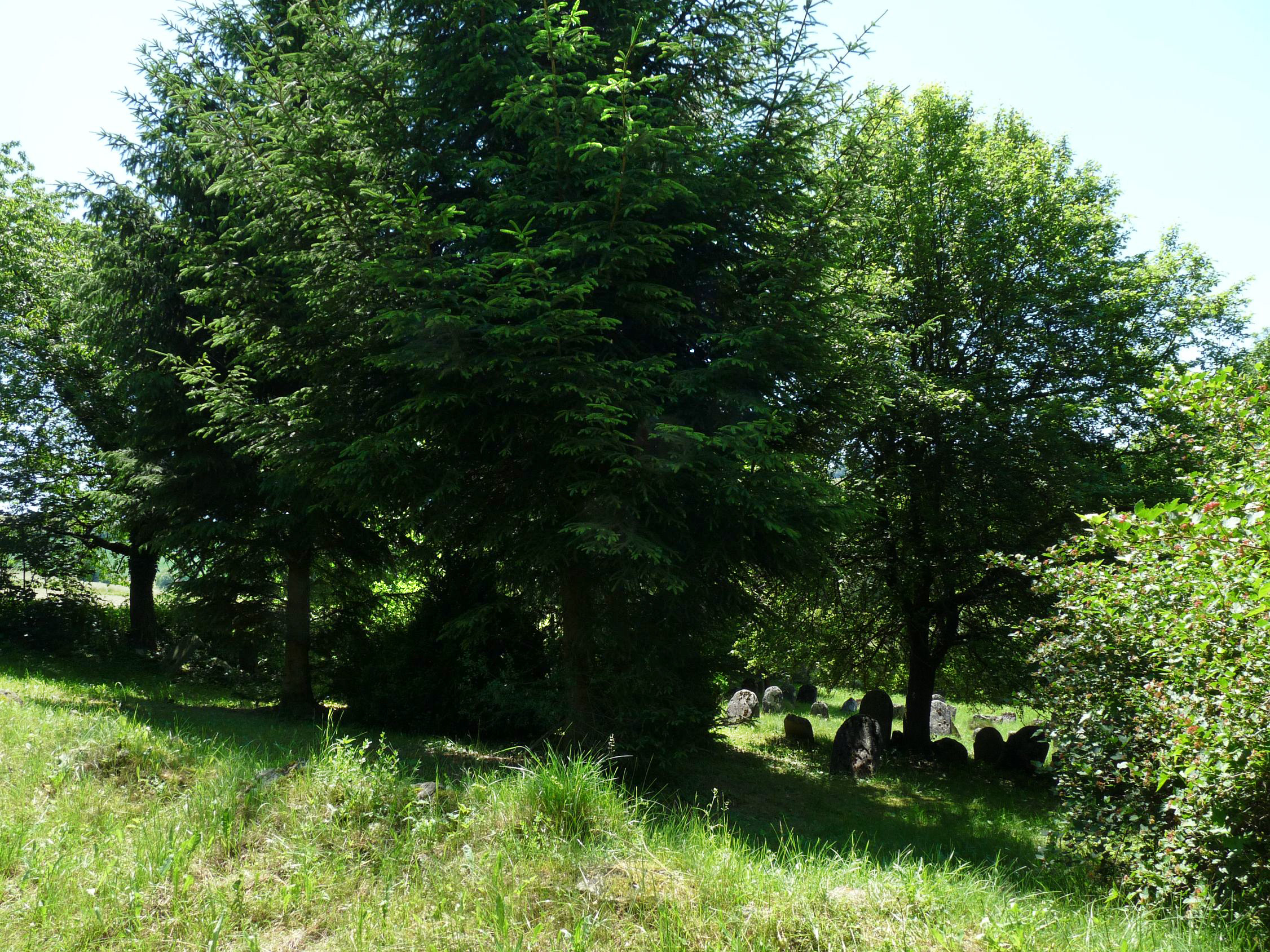
Ansicht des jüdischen Friedhofs in Dlouhá Ves u Sušice

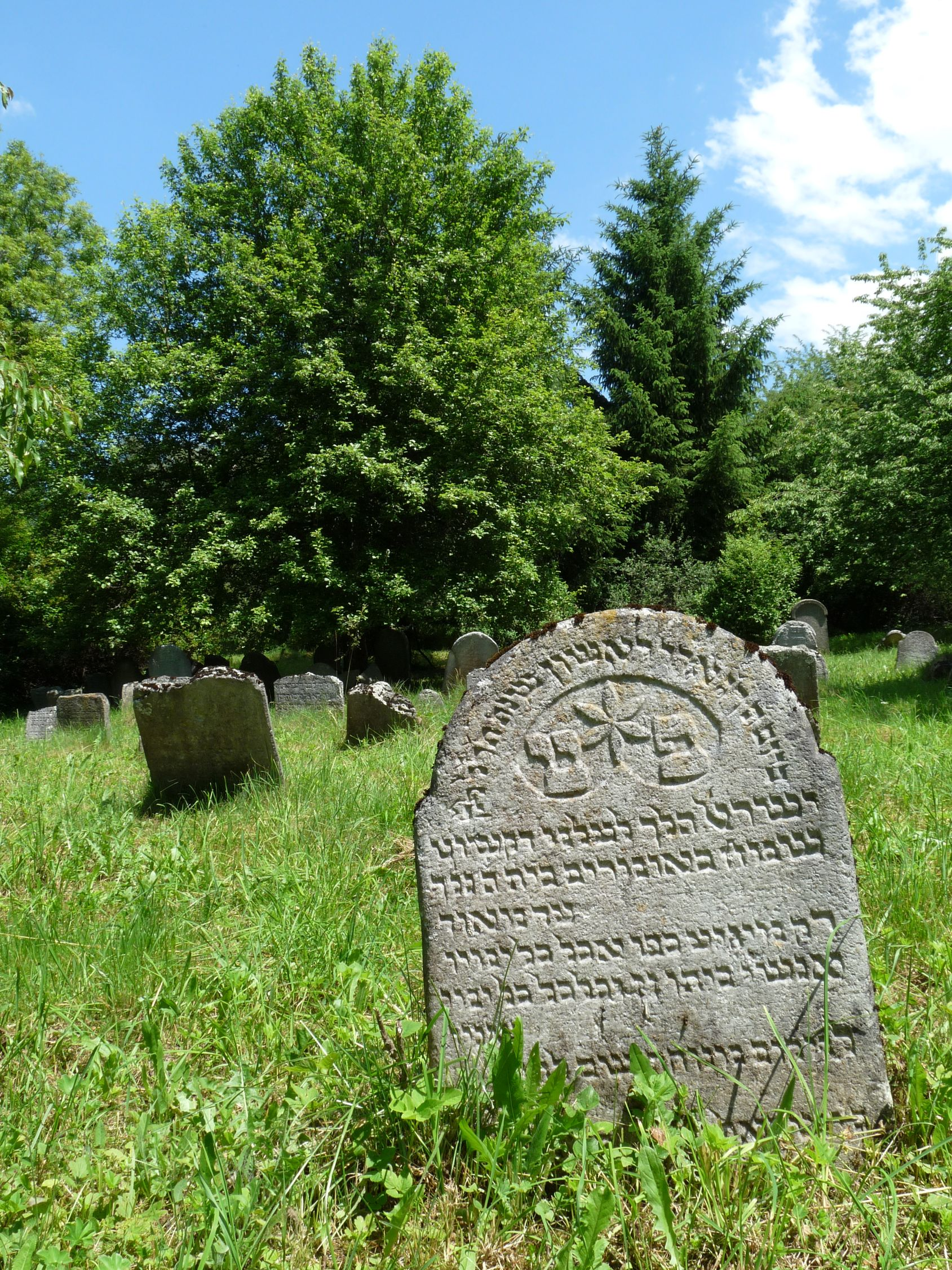
Grabstein

Der Jüdische Friedhof in Dlouhá Ves u Sušice (deutsch Langendorf), einer Gemeinde im Okres Klatovy in Tschechien, wurde in der ersten Hälfte des 18. Jahrhunderts angelegt. Der jüdische Friedhof ist seit 1988 ein geschütztes Kulturdenkmal.